# Власюк, Антон Павлович
Власю́к Анто́н Па́влович (род. 27 декабря 1989) — российский автогонщик (штурман).

## Достижения
Все достижения достигнуты в качестве штурмана Сергея Карякина.
Двукратный чемпион России по трофи-рейдам на квадроциклах.
Серебряный призёр ралли «Дакар» 2020 года в классе UTVs.

### Ралли-рейд «Шелковый путь»
Стартовал в гонке семь раз: в 2016, 2018-2019, 2021-2024 годах. Одержал 5 побед:
- 2018 — 1-е место зачёте Open 4[3].
- 2022 — 1-е место в спортивной дисциплине ралли-рейд «Т3 свыше 1000 км»[3].
- 2023 — 1-е место в спортивной дисциплине ралли-рейд Т3[3].